# بسته‌بند

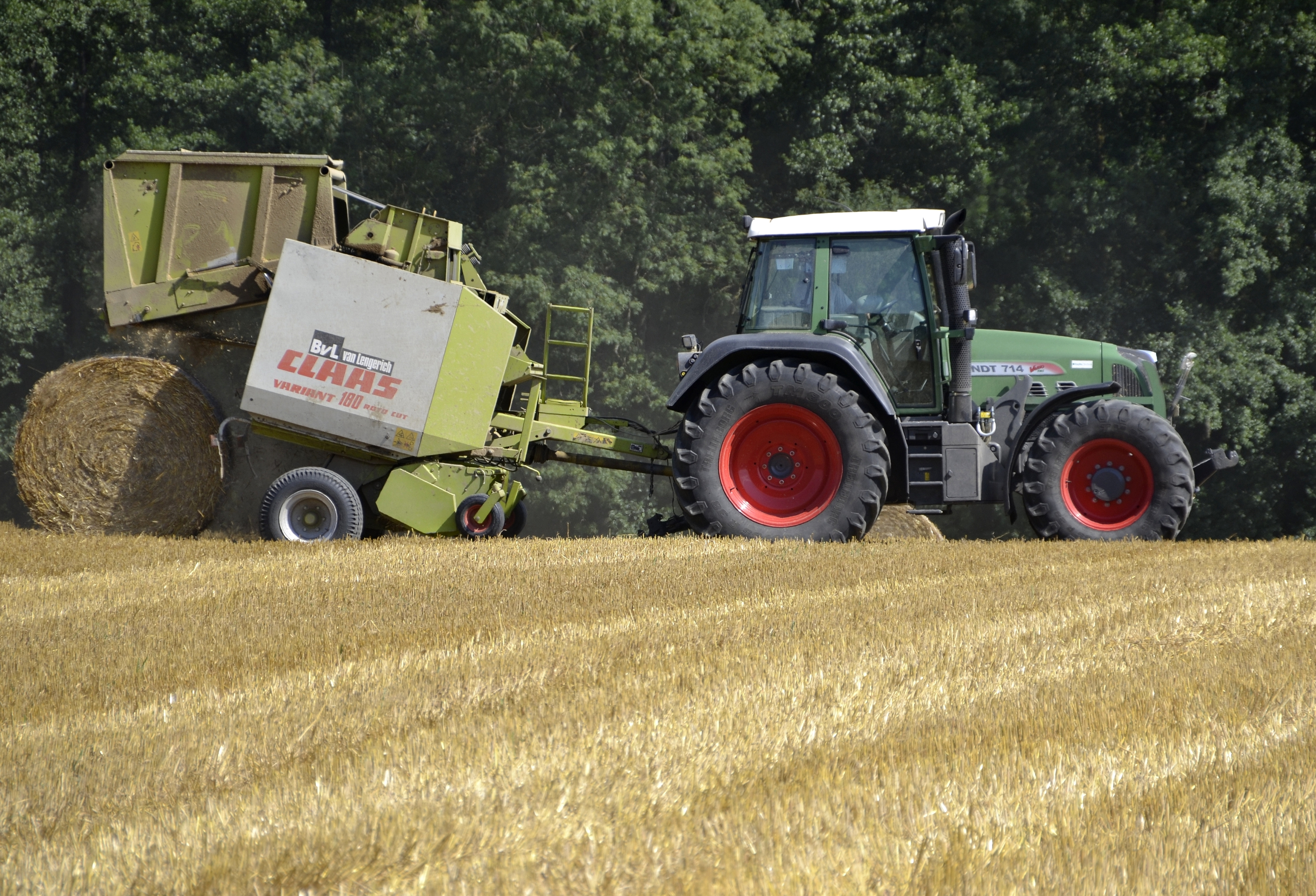
یک بسته‌بند گرد شرکت کلاس

دستگاه سیلا (عدل‌بند علوفه)، فشرده‌سازی علوفه به شکل گرد

بسته‌بند علوفه، دستگاه سیلا یا عدل‌بند علوفه (به انگلیسی: Baler)، یک ادوات برای ماشین‌آلات کشاورزی است که برای فشرده‌سازی علوفه بریده‌شده و جمع‌آوری‌شده (مانند یونجه، پنبه، کلش کتان یا علوفه‌سیلاژ) به شکلی که بتوان آسان ترابری و ذخیره کرد، عمل می‌کند. اغلب اشکال بسته‌بندها برای خشک شدن و حفظ برخی ویژگی‌های ذاتی (به عنوان مثال ارزش‌تغذیه‌ای) گیاهان پیکربندی شده‌اند (مانند گرد که از نفوذ باران جلوگیری می‌کند). معمولاً گونه‌های مختلفی از بسته‌بندها استفاده می‌شوند و هر کدام یک نوع متفاوت از شکل مستطیل یا استوانه در اندازه‌های مختلف و با ریسمان، تسمه، بند پلاستیکی یا سیم دوخته می‌شوند.
بسته‌بندهای صنعتی نیز در بسته‌بندی مواد بازیافتی در درجه اول برای بسته‌بندی فلزات، پلاستیک یا کاغذ برای ترابری استفاده می‌شود.